# ذي معيد (العدين)

تعديل مصدري - تعديل

ذي معيد هي إحدى قرى عزلة شلف بمديرية العدين التابعة لمحافظة إب، بلغ تعداد سكانها 958 نسمة حسب تعداد اليمن لعام 2004.